# Qingyihu Nongchang (bondby i Kina, Jiangsu Sheng, lat 34,36, long 118,90)
Qingyihu Nongchang (kinesiska: 青伊湖农场) är en bondby i Kina. Den ligger i provinsen Jiangsu, i den östra delen av landet, omkring 250 kilometer norr om provinshuvudstaden Nanjing. Antalet invånare är 7 261. Befolkningen består av 3 507 kvinnor och 3 754 män. Barn under 15 år utgör 18,0 %, vuxna 15-64 år 68 %, och äldre över 65 år 13,0 %.
Runt Qingyihu Nongchang är det tätbefolkat, med 790 invånare per kvadratkilometer. Närmaste större samhälle är Gaoxu, 10,6 km öster om Qingyihu Nongchang. Trakten runt Qingyihu Nongchang består till största delen av jordbruksmark.
Genomsnittlig årsnederbörd är 1 109 millimeter. Den regnigaste månaden är juli, med i genomsnitt 303 mm nederbörd, och den torraste är januari, med 13 mm nederbörd.